# 阿兰胡埃斯
阿兰胡埃斯，也譯為阿蘭輝茲，是西班牙马德里自治区的一个市镇，位于马德里以南42公里。总面积201.11平方公里，总人口58213人（2017年），人口密度289人/平方公里。2001年，阿兰胡埃斯文化景观被联合国教科文组织列入世界文化遗产。

## 地名语源
- 假设1：巴斯克语来源。来自，中文意为刺[3]，也可能加上了后缀，中文意为冰冷的[4]。另有一种观点认为来自，意为山谷（河谷）或指李亚属下的梅果（西班牙语：Ciruela）。阿兰胡埃斯在地理上位于塔霍河的河谷中，距离其不远的托莱多省市镇西鲁埃洛斯则直接以西班牙语的梅果命名。

- 假设2：阿拉伯语来源。来自“Ibn Arankej”，中文意为“胡桃镇”。

- 假设3：拉丁语来源。来自，是罗马神话主神朱庇特的祭坛。[5]

地名变迁：
| 11世纪      | 12世纪      | 13世纪             | 14世纪                                  | 15世纪   |
| ----------- | ----------- | ------------------ | --------------------------------------- | -------- |
| Almuzúndica | Arauz/Aranz | Aranzuel/Aranzuech | Aranzueque/Aranzugue/ Aranzuet/Arançuex | Aranjuez |

## 世界遗产
阿兰胡埃斯文化景观体现了许多复杂的关系。如人类活动与自然的关系、蜿蜒水道与呈现几何形态的景观设计之间的关系、乡村和城市之间的关系，以及森林和富丽堂皇的精美建筑之间的关系。300年来，西班牙王室对于阿兰胡埃斯文化景观倾注了许多精力。我们不仅能看到人道主义和集权政治观念的残留，还可以欣赏到18世纪建造的法国式巴洛克风格的花园，以及启蒙运动时期伴随着植物种植和牲畜饲养所发展起来的城市生活方式。

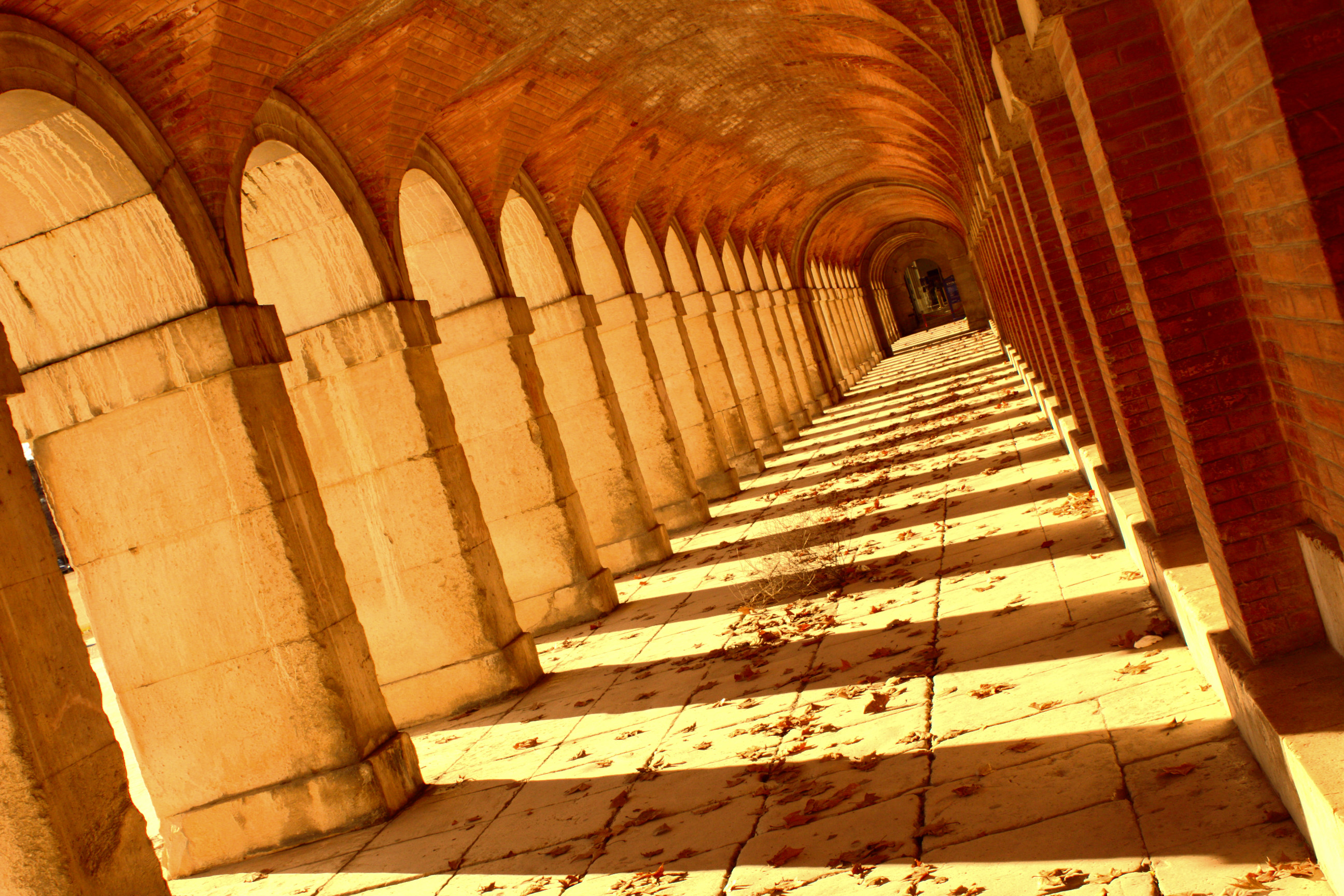
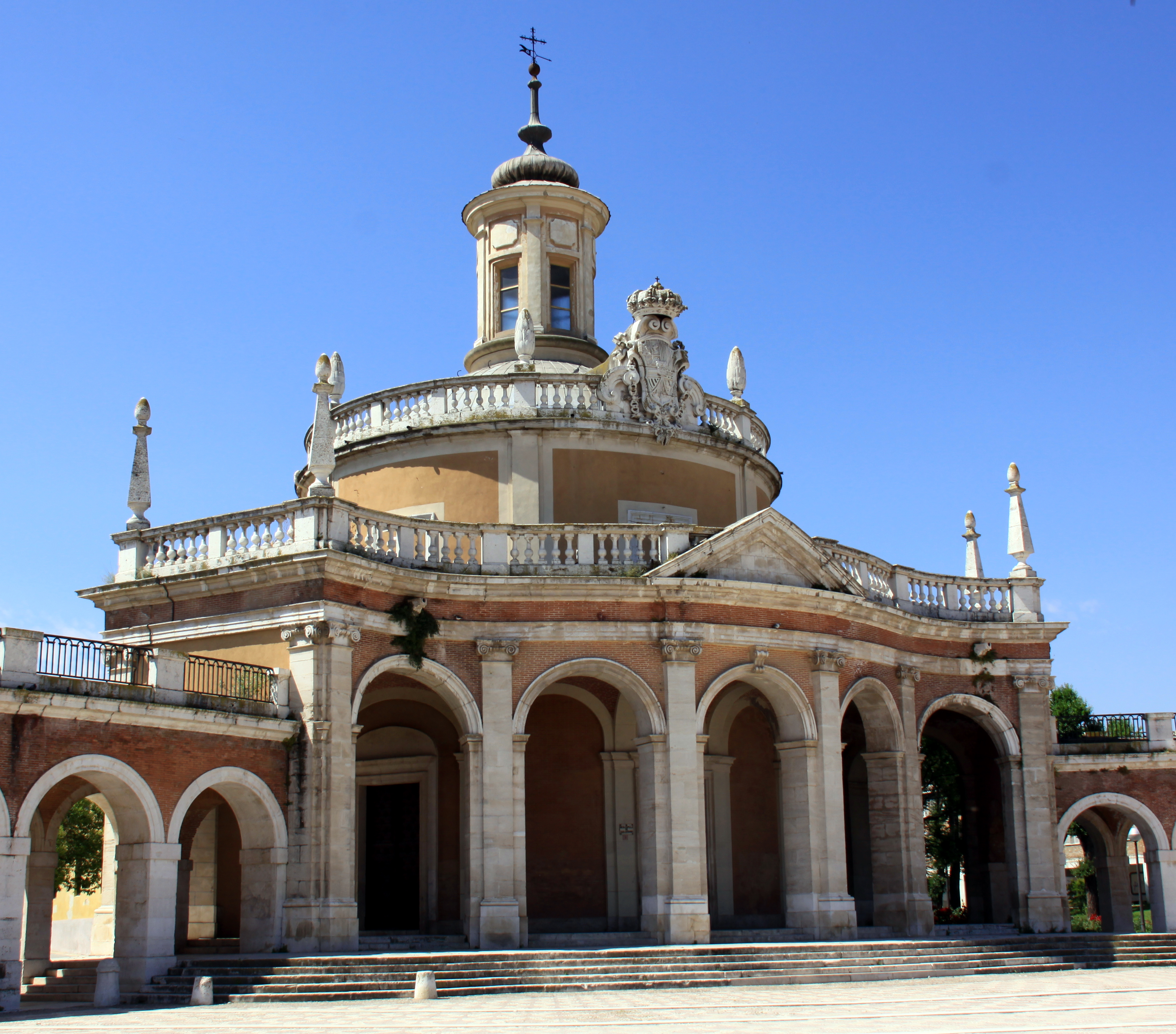
圣安东尼奥教堂
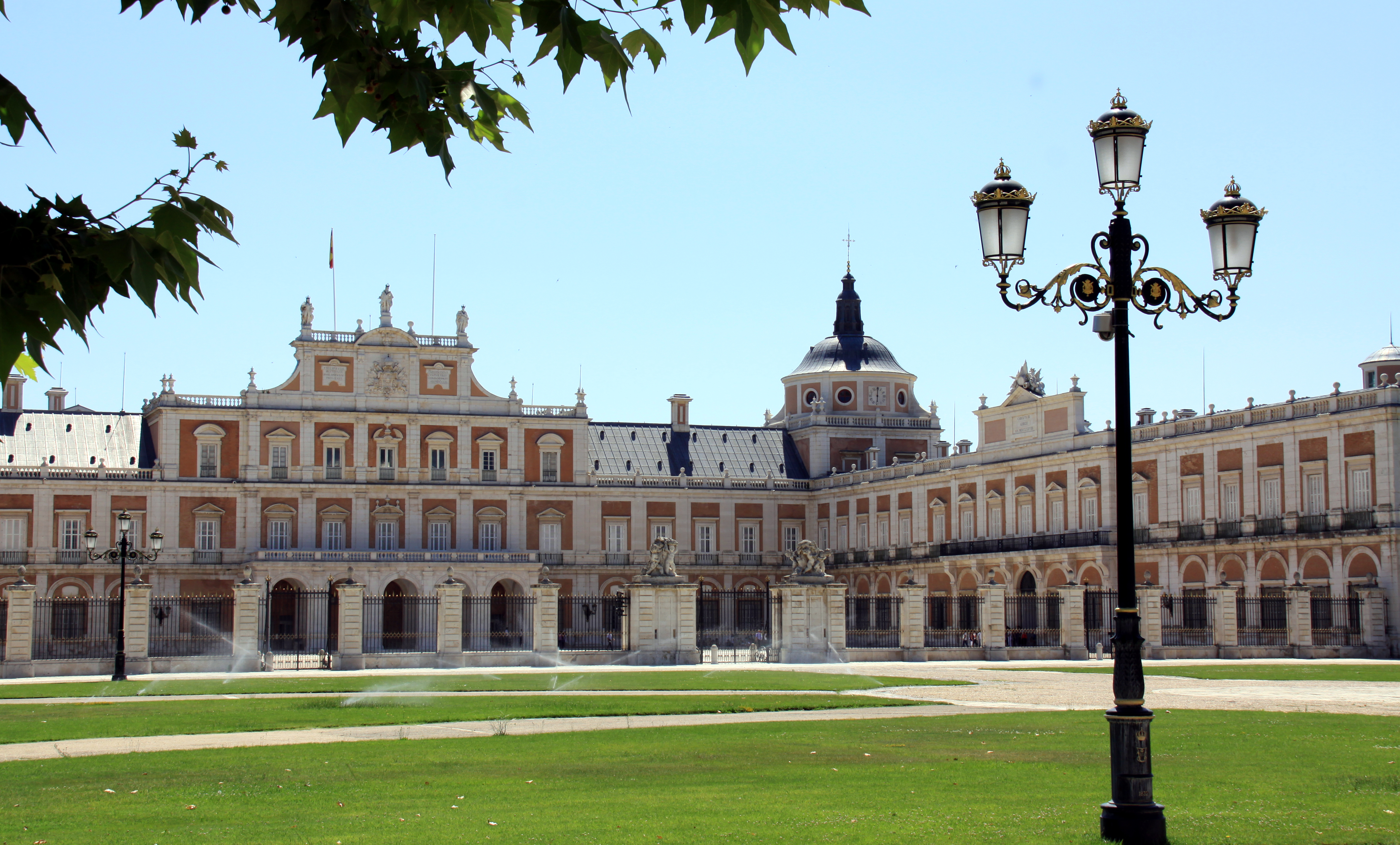
阿蘭胡埃斯王宮
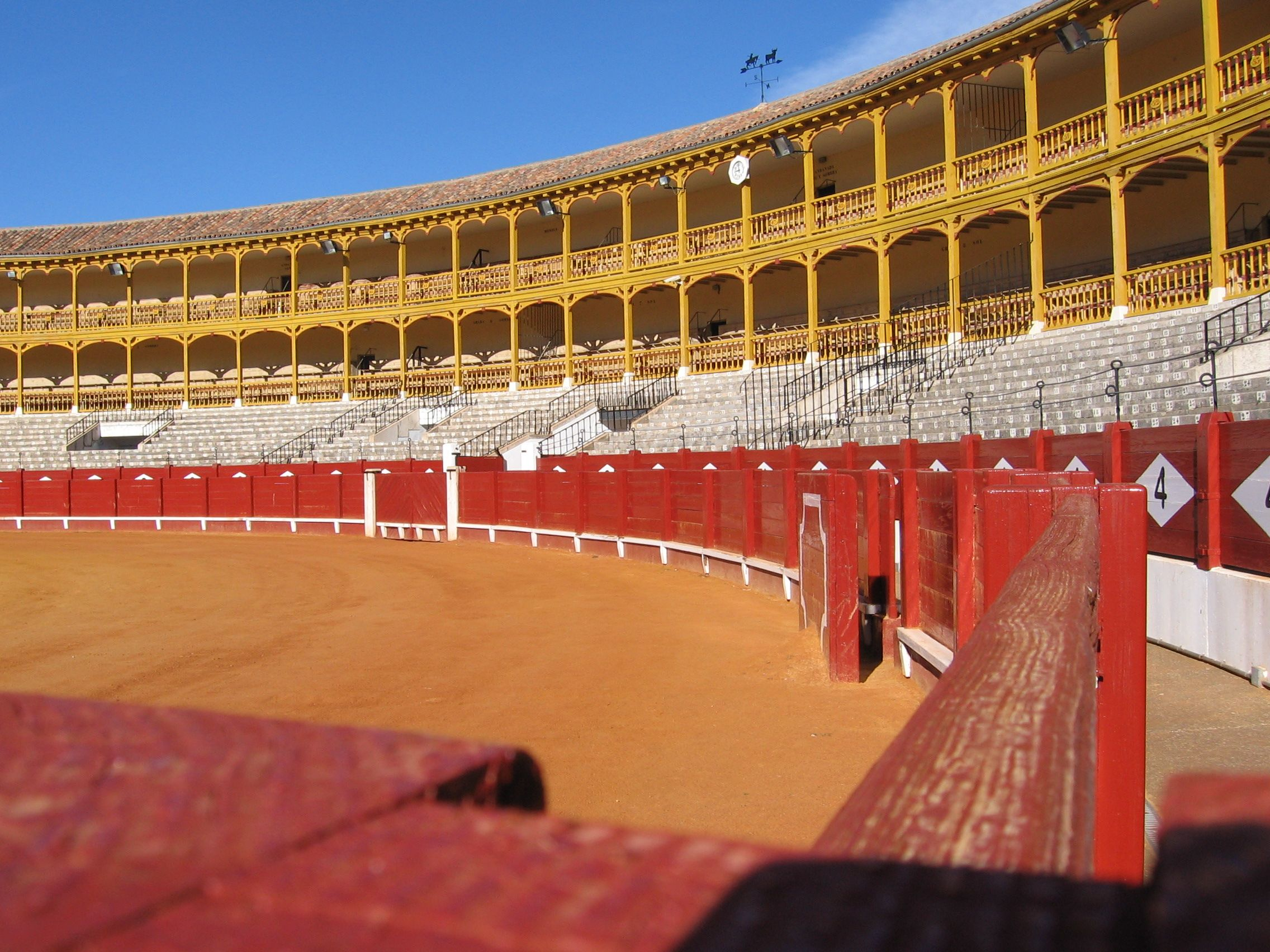
斗牛场
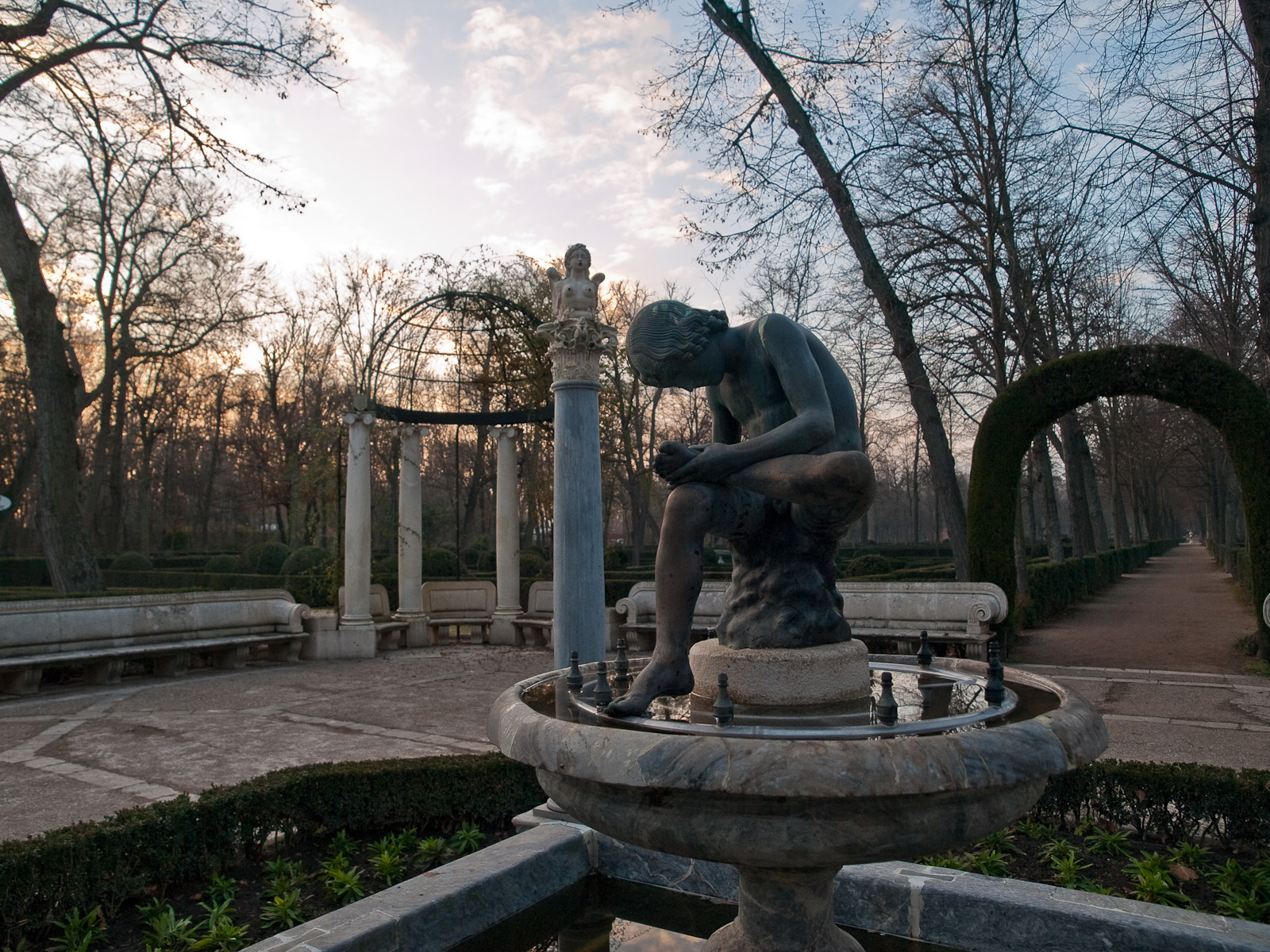
花园雕塑
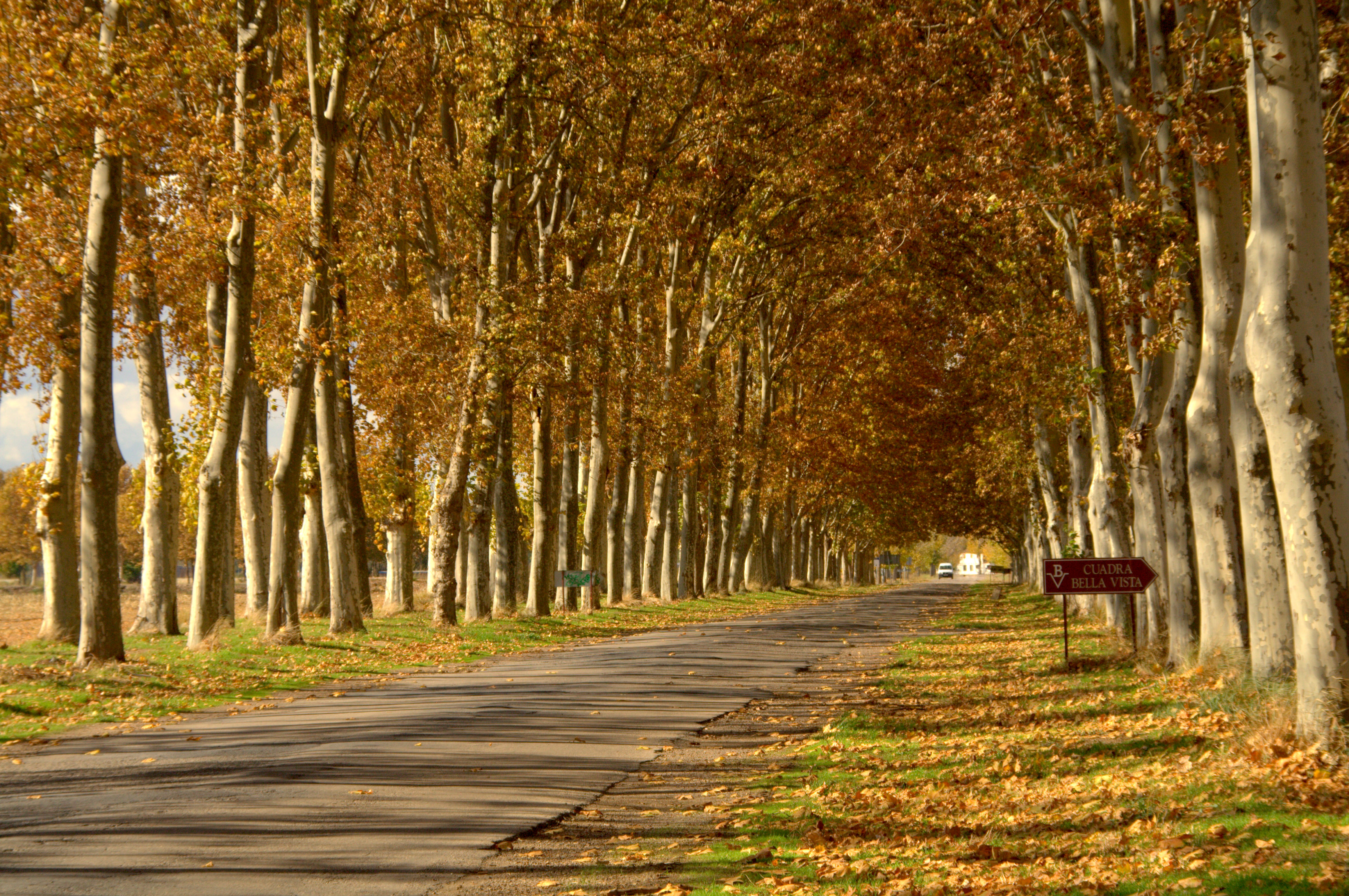
金秋十月

## 人口
| 阿兰胡埃斯文历史人口变化 |
| |
| 来源于西班牙国家统计局19世纪人口普查，统计1842-1897年的法定人口（除去1857年和1860年实际人口）. 统计1900-1991年法定人口；2001年与2011年常住人口. 2017的数据是在政府登记的人口数量. |